# Алгоритм Катхилл — Макки
Алгоритм Ка́тхилл — Макки́ (англ. Cuthill–McKee) — алгоритм уменьшения ширины ленты разреженных симметричных матриц. Назван по именам разработчиков — Элизабет Катхилл и Джеймса Макки.
Обратный алгоритм Катхилл — Макки (RCM, reverse Cuthill—McKee) — тот же самый алгоритм с обратной нумераций индексов.

## Алгоритм
Исходная симметричная матрица {\displaystyle n\times n} рассматривается как матрица смежности графа {\displaystyle (V,E)}. Алгоритм Катхилл — Макки перенумеровывает вершины графа таким образом, чтобы в результате соответствующей перестановки столбцов и строк исходной матрицы уменьшить ширину её ленты.
Алгоритм строит упорядоченный набор вершин {\displaystyle R}, представляющий новую нумерацию вершин. Для связного графа алгоритм выглядит следующим образом:
1. выбрать периферийную вершину (или псевдопериферийную вершину) {\displaystyle v} для начального значения кортежа {\displaystyle R:=(v)};
2. для {\displaystyle i=1,2,...}, пока выполнено условие {\displaystyle |R|<n}, выполнять шаги 3—5:
3. построить множество смежности {\displaystyle \operatorname {Adj} (R_{i})} для {\displaystyle R_{i}}, где {\displaystyle R_{i}} — {\displaystyle i}-ая компонента {\displaystyle R}, и исключить вершины, которые уже содержатся в {\displaystyle R}, то есть: {\displaystyle A_{i}:=\operatorname {Adj} (R_{i})\setminus R};
4. отсортировать {\displaystyle A_{i}} по возрастанию степеней вершин;
5. добавить {\displaystyle A_{i}} в кортеж результата {\displaystyle R}.

Другими словами, алгоритм нумерует вершины в ходе поиска в ширину, при котором смежные вершины обходятся в порядке увеличения их степеней.
Для несвязного графа алгоритм можно применить отдельно к каждой компоненте связности.
Временна́я вычислительная сложность алгоритма RCM при условии, что для упорядочения применена сортировка вставками, {\displaystyle O(m|E|)}, где {\displaystyle m} — максимальная степень вершины, {\displaystyle |E|} — количество ребер графа.

### Выбор начальной вершины
Для получения хороших результатов необходимо найти периферийную вершину графа {\displaystyle (V,E)}. Эта задача в общем случае является достаточно трудной, поэтому вместо неё обычно ищут псевдопериферийную вершину с помощью одной из модификаций эвристического алгоритма Гиббса, либо какого-либо другого метода.
Для описания алгоритма вводится понятие корневой структуры уровней (англ. rooted level structure). Для заданной вершины {\displaystyle v} структурой уровней с корнем в {\displaystyle v} будет разбиение {\displaystyle {\mathcal {L}}} множества вершин {\displaystyle V}:
{\displaystyle {\mathcal {L}}(v)=\{L_{0}(v),L_{1}(v),\dots ,L_{l(v)}(v)\}},
где подмножества {\displaystyle L_{i}(v)} определены следующий образом:
{\displaystyle L_{0}(v)=\{v\}},
{\displaystyle L_{1}(v)=\operatorname {Adj} (L_{0}(v))}
и
{\displaystyle L_{i}(v)=\operatorname {Adj} (L_{i-1}(v))-L_{i-2}(v),\qquad i=2,3,\dots ,l(v)}.
Алгоритм нахождения псевдопериферийной вершины:
1. выбрать произвольную вершину {\displaystyle r} из {\displaystyle V};
2. построить структуру уровней для корня {\displaystyle r}: {\displaystyle {\mathcal {L}}(r)=\{L_{0}(r),L_{1}(r),\dots ,L_{l(r)}(r)\}};
3. выбрать вершину с минимальной степенью {\displaystyle v} из {\displaystyle L_{l(r)}(r)};
4. построить структуру уровней для корня {\displaystyle v}: {\displaystyle {\mathcal {L}}(v)=\{L_{0}(v),L_{1}(v),\dots ,L_{l(v)}(v)\}};
5. если {\displaystyle l(v)>l(r)}, то присвоить {\displaystyle r:=v} и перейти к шагу 3;
6. вершина {\displaystyle v} является искомой псевдопериферийной вершиной.